# اچ‌ام‌اس بتل (۱۹۱۹)
اچ‌ام‌اس بتل (۱۹۱۹) (به انگلیسی: HMS Battle (1919)) یک کشتی بود که طول آن ۲۳۱ فوت (۷۰ متر) بود. این کشتی در سال ۱۹۱۹ ساخته شد.